# Huis ten Clooster
Het Huis ten Clooster was een adellijk huis of kasteel in de Nederlandse buurtschap Klooster, provincie Drenthe. Het huis wordt ook wel eens als havezate aangeduid, hoewel het officieel geen havezate was.

## Geschiedenis

### Mariaklooster
In de Slag bij Ane in 1227 werden bisschop Otto II van der Lippe en zijn ridders omgebracht in het moeras. Als boetedoening moesten de inwoners van Coevorden en Drenthe een klooster stichten op de plek waar de bisschop was vermoord. Dit klooster Beate Maria in Campis werd tussen 1234 en 1246 gebouwd, even ten zuidwesten van Coevorden. Rond 1258 verhuisde het klooster echter naar Assen. Graaf Otto III van Bentheim gaf zijn leenman Hako van Hardenberg toestemming om met de abdis van het klooster een bezitsruil te bewerkstelligen: Hako ruilde zijn hof nabij Assen voor het verlaten klooster bij Coevorden. Hako werd in 1259 met zijn nieuwe bezit beleend door graaf Otto en de lege kloostergebouwen zullen deels zijn verbouwd tot woning. 

### Familie Van den Clooster
In 1328 kocht de Utrechtse bisschop Jan van Diest het goed Ten Clooster over van graaf Johan van Bentheim. Op dat moment hield Hako van den Rutenberg - een nazaat van Hako van Hardenberg - het goed in leen. Het is niet bekend of er toen een adellijk huis stond; ook in de decennia na de verkoop spreken de leenaktes nergens van een huis. Toch is het aannemelijk dat er wel degelijk een adellijke woning stond. De bewoners vonden het zelfs de moeite waard om zich naar het huis te vernoemen, zoals blijkt uit een vermelding uit 1341 van Johan van den Clooster. Deze Johan was vermoedelijk gehuwd met een dochter van Steven van den Rutenberg en hield van hem het goed Ten Clooster in achterleen. Johan werd opgevolgd door zijn zoon Steven van den Clooster en via diens dochter kwam het goed in handen van de familie Hundeborch.
In 1525 werd Johanna van Langen, dochter van Roelof Hundeborch, met Ten Clooster beleend. Zij stond het tien jaar later af aan haar neef Johan van den Kamp. Hij liet het weer na aan zijn zoon Herman van den Kamp.

### Oorlogen
In de Tachtigjarige Oorlog speelde het huis Ten Clooster een rol bij twee belegeringen van de nabijgelegen stad Coevorden. De eerste keer betrof het beleg van 1592, waarbij de troepen van Willem Lodewijk van Nassau en prins Maurits zich bij het huis verzamelden en het als hoofdkwartier gebruikten. De tweede keer was in 1593 toen de Spaanse bevelhebber Verdugo de stad belegerde.
Tijdens het Rampjaar 1672 ging het huis Ten Clooster in vlammen op, waarna de restanten werden gesloopt. Op de locatie werd een boerderij gebouwd. 

## Beschrijving
De locatie van zowel het klooster als het adellijke huis is niet volledig vastgesteld. Op basis van historische bronnen en het toponiem Klooster zullen beide bouwwerken vermoedelijk in de buurtschap Klooster hebben gestaan. Een opgraving in 1963 toonde in ieder geval aan dat hier een rechthoekig complex had gelegen dat door een tien meter brede gracht was omsloten. Verder werden onder andere paalfunderingen en muurresten van kloostermoppen gevonden. In 1979 werden bij nieuw onderzoek laatmiddeleeuws aardewerk, glas en metaal aangetroffen.

Er zijn geen afbeeldingen van het huis bekend. Alleen op landkaarten staat het huis aangegeven, maar in hoeverre het afgebeelde gebouw realistisch is nagetekend, is niet bekend.
Huis te Ansen · Batinge · Ter Borch · Huis ten Clooster · Kasteel van Coevorden · Dunningen · Huis te Echten · Entinge · Huis ter Hansouwe · Havixhorst · De Kinkhorst · De Klencke · Laarwoud · Lemferdinge · Mensinga · Mensinge · Oldengaerde · Oldenhave · Overcinge · Huis te Peize · Rheebruggen · Huis te Westervelde · Vledderinge · Westrup · Wittesheuvel